# Brachiaria stigmatisata
Brachiaria stigmatisata är en gräsart som först beskrevs av Carl Christian Mez, och fick sitt nu gällande namn av Otto Stapf. Brachiaria stigmatisata ingår i släktet Brachiaria och familjen gräs. Inga underarter finns listade i Catalogue of Life.